# Refuge du Plan du Lac
Das Refuge du Plan du Lac ist eine Schutzhütte, die sich im Département Savoie in der Region Auvergne-Rhône-Alpes befindet. Die privat betriebene Schutzhütte, die auf einer Höhe von 2385 m liegt, befindet sich auf dem Gebiet des Nationalparks Vanoise.

## Geschichte
Das Gebäude der Schutzhütte wurde im Jahr 1974 errichtet.

## Beschreibung
Die Schutzhütte bietet in bewirtschafteten Zeiten 42 Wanderern eine Schlafmöglichkeit. Außerhalb dieser Zeit stehen 20 Lager zur Verfügung.

## Zugang
Der Normalweg beginnt am über die Departementsstrasse D126 erreichbaren Parkplatz Bellecombe, der auf einer Höhe von 2307 m liegt. Der Parkplatz ist mit öffentlichen Verkehrsmitteln erreichbar. Vom Parkplatz erreicht man die Hütte nach ca. 45 Minuten auf einem befahrbaren Weg.

## Aufstiege
Für den Auf- und Abstieg zur Pointe de Lanserlia (2909 m) sollte man 5 Stunden einkalkulieren. Beim Anstieg bewältigt man eine Höhendifferenz von 535 m.

## Übergänge
- Der einfache Rundweg Balade du Lac Blanc bietet schöne Ausblicke auf die Gletscher der Vanoise. Für den Weg, bei dem man 150 Höhenmeter bewältigt, sollte man 3 bis 4 Stunden einrechnen
- Übergang zur Refuge de l’Arpont (5 Stunden, Höhendifferenz 310 m): der Weg führt über den Fernwanderweg GR 5
- Übergang zur Refuge de la Femma (3 Stunden, nahezu eben): kann auch als Rundweg geplant werden.
- Übergang zur Refuge de la Leisse (3h30, Höhendifferenz 310 m): Der Weg führt durch das ursprüngliche Tal der Leisse. Nach ungefähr 1 Stunde kommt man an der Schutzhütte Refuge Entre-Deux-Eaux vorbei
- Übergang zum Refuge du Col de la Vanoise (3h30, Höhendifferenz 500 m): schöner Weg, der am Ende mit einem Blick auf den Gletscher der Grand Casse belohnt.

## Besonderheiten
Die Schutzhütte liegt nur einige hundert Meter vom Zusammenfluss der Bäche Torrent de la Rocheure und Leisse entfernt. Ab diesem Zusammenfluss heißt der entstandene Bach Doron de Termignon.